# Перре, Огюст
Огюст Перре (фр. Auguste Perret; 12 февраля 1874 года, Иксель, Бельгия — 25 февраля 1954 года, Париж, Франция) — французский архитектор, пионер и лидер в строительстве из железобетона, предприниматель, педагог. Центр города Гавра, почти полностью разрушенный во время Второй мировой войны и восстановленный под руководством Перре, в 2005 году был объявлен объектом Всемирного наследия ЮНЕСКО.

## Биография
Родился в бельгийском городе Икселе в семье каменотёса, имевшего успешный предприятие в Париже. Изучал архитектуру в Высшей школе изящных искусств в Париже, делал большие успехи, но покинул её не получив диплома и стал работать в семейном деле. В 1904 году построил жилой дом по адресу 25bis, rue Benjamin Franklin в Париже, который, вероятно, стал первым жилым домом из железобетона. В 1905 году совместно с братьями Гюставом (тоже архитектор, соавтор большинства проектов Огюста) и Клодом основал фирму, специализировавшуюся на строительстве из железобетона. В этой фирме в 1909 году несколько месяцев работал и изучал основы технического черчения Ле Корбюзье.

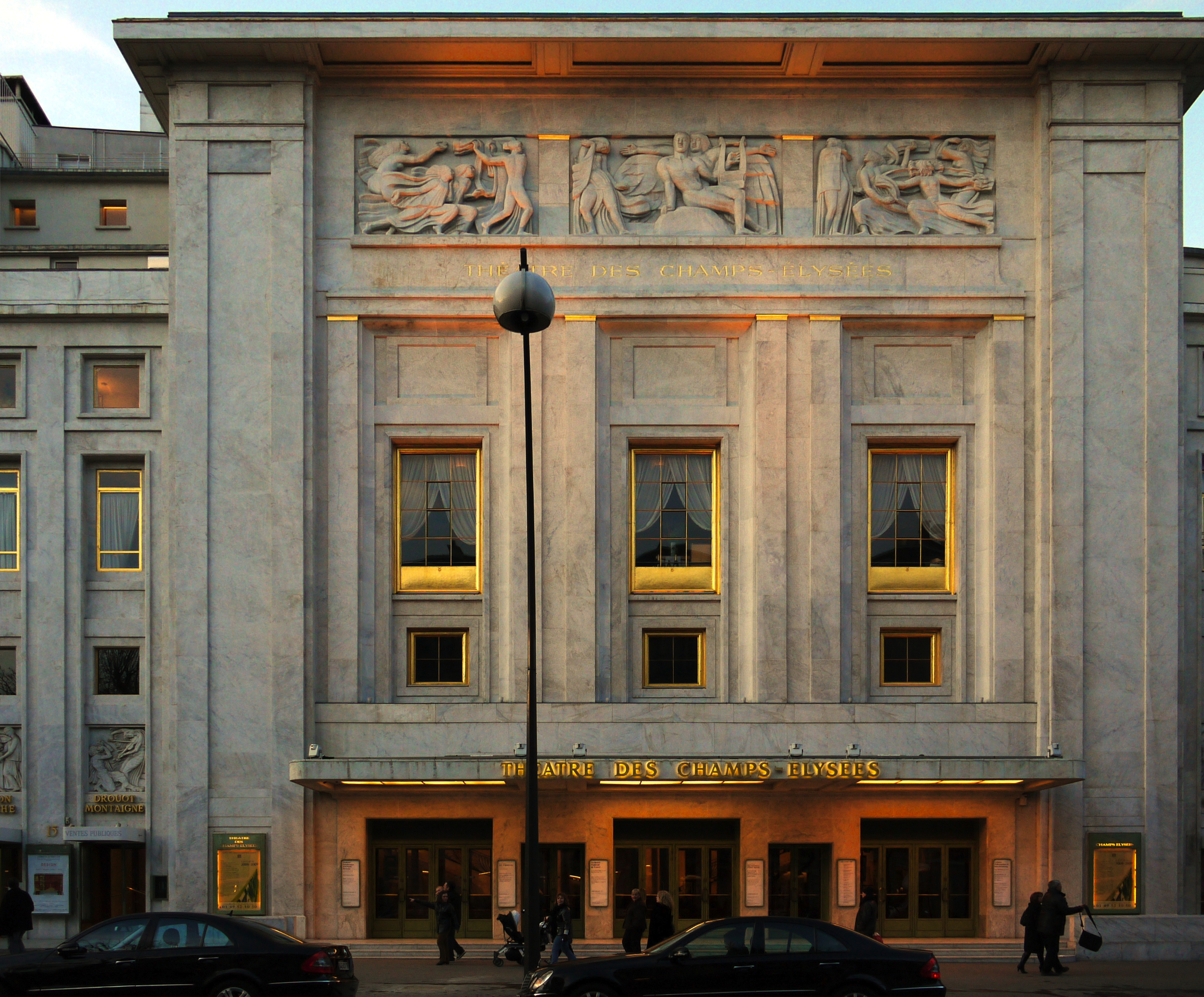
Театр Елисейских полей

В 1913 году по проекту Перре было построено здание Театра Елисейских полей — замечательный образец зарождающегося стиля ар-деко. Эта постройка принесла Огюсту известность — он строил промышленные и жилые здания, дома-студии для художников и скульпторов, церкви. Церковь Богоматери (фр.) в Ле-Ренси (фр., 1922—1923) стала первым храмом Франции, полностью построенным из железобетона. В 1931 году Перре принимал участие в конкурсе на проект Дворца Советов в СССР.
С 1923 года руководил специализировавшейся на бетоне мастерской при Высшей школе изящных искусств. С 1928 года преподавал в специальной школе архитектуры. С 1943 года руководил Объединением архитекторов и преподавал в Академии изящных искусств. После войны получил заказ на восстановление центральной части разрушенного города Гавра. Умер в 1954 году, через два года после смерти брата Гюстава. Строительство в Гавре по проектам Перре продолжалось до 1964 года.
После смерти Огюста Перре считали самым значимым архитектором Франции, сравнивали с Ле Корбюзье, а потом надолго забыли. Только в 1985 году после публикации книги Джозефа Абрама (Joseph Abram) творчество зодчего было заново открыто для общества. В 1990-е годы наследие братьев Перре было основательно изучено, в начале 2000-х вышло несколько монографий, посвящённых Перре, а в 2002—2004 годах организована передвижная выставка «Перре, поэтика бетона». Наконец, ЮНЕСКО оценило реконструкцию Гавра как выдающийся пример архитектуры и городского планирования в послевоенном строительстве и 15 июля 2005 года внесло Гавр в список объектов всемирного наследия.

## Избранные постройки
- Жилой дом 34-34bis, rue Sorbier (фр.), Париж, 1898.
- Жилой дом 119, av de Wagram (фр), Париж, 1902.
- Жилой дом 83, av Niel (фр.)/50 rue Rennequin (фр.), Париж, 1904.
- Жилой дом 25bis, rue Benjamin Franklin (фр.), Париж, 1904.
- Жилой дом 48bis, rue Raynouard (фр.), Париж, 1906.
- Автомобильный гараж rue de Ponthieu (фр.), дом 51, Париж[8], 1907 (снесён в 1970 г.)
- Театр Елисейских полей, авеню Монтень, дом 15, Париж, 1913.
- Надгробие Madeleine Dauphin-Dornès, жены художника Поля Жамо (фр.), на кладбище Монпарнас, 1913[9].
- Церковь Богоматери в Ле-Ренси 83, av de la Résistance, Le Raincy, 1922—1923.
- Жилой дом bd de Stalingrad, Grand Quevilly, Rouen, 1923.
- Частный отель по адресу rue Nansouty, 8 / площадь Монсури, 2 (фр.), Париж, 1923.
- «Башня Перре» (фр.) в парке Поль-Мистраль, в Гренобле — 95-метровая башня, построенная из железобетона для международной выставки 1925 года.
- Церковь Сен-Терез в Монманьи, Валь-д’Уаз, 1925—1926.
- Дом художника и скульптора Жоржа Брака, дом 6, улица Жоржа Брака (фр.), Париж, 1927.
- Часовня де ла Коломбьер в городе Шалон-сюр-Сон, дом 72, rue d’Autun, 1928—1929.
- Концертный зал для Нормальной школы музыки, дом 78, rue Cardinet (фр.), Париж, 1928—1929.
- Дом скульптора Ханы Орловой по адресу 7bis, villa Seurat (фр.), Париж, 1929.
- Жилой дом с офисами 51-55, rue Raynouard, Париж, 1929—1932. В этот дом Перре вселился сразу по окончании строительства и прожил там до конца жизни.
- Здания Министерства ВМФ 8, bd Victor/2-4, av de la Porte de Sèvres, Париж, 1931—1956[10].
- Музей Министерства общественных работ, ныне Социальный и экономический совет Франции place d’Iéna, Париж, 1936—1948.
- Железнодорожный и автовокзал в Амьене, 1942—1951.
- «Башня Перре» — жилое здание с офисами в Амьене, 1942—1951; 104-метровый (27 этажей) небоскрёб долгое время был самым высоким зданием в Западной Европе.
- Реконструкция Гавра, 1945—1955.
- Музей изящных искусств в Сан-Паулу, Бразилия, 1947—1949

## Фотографии

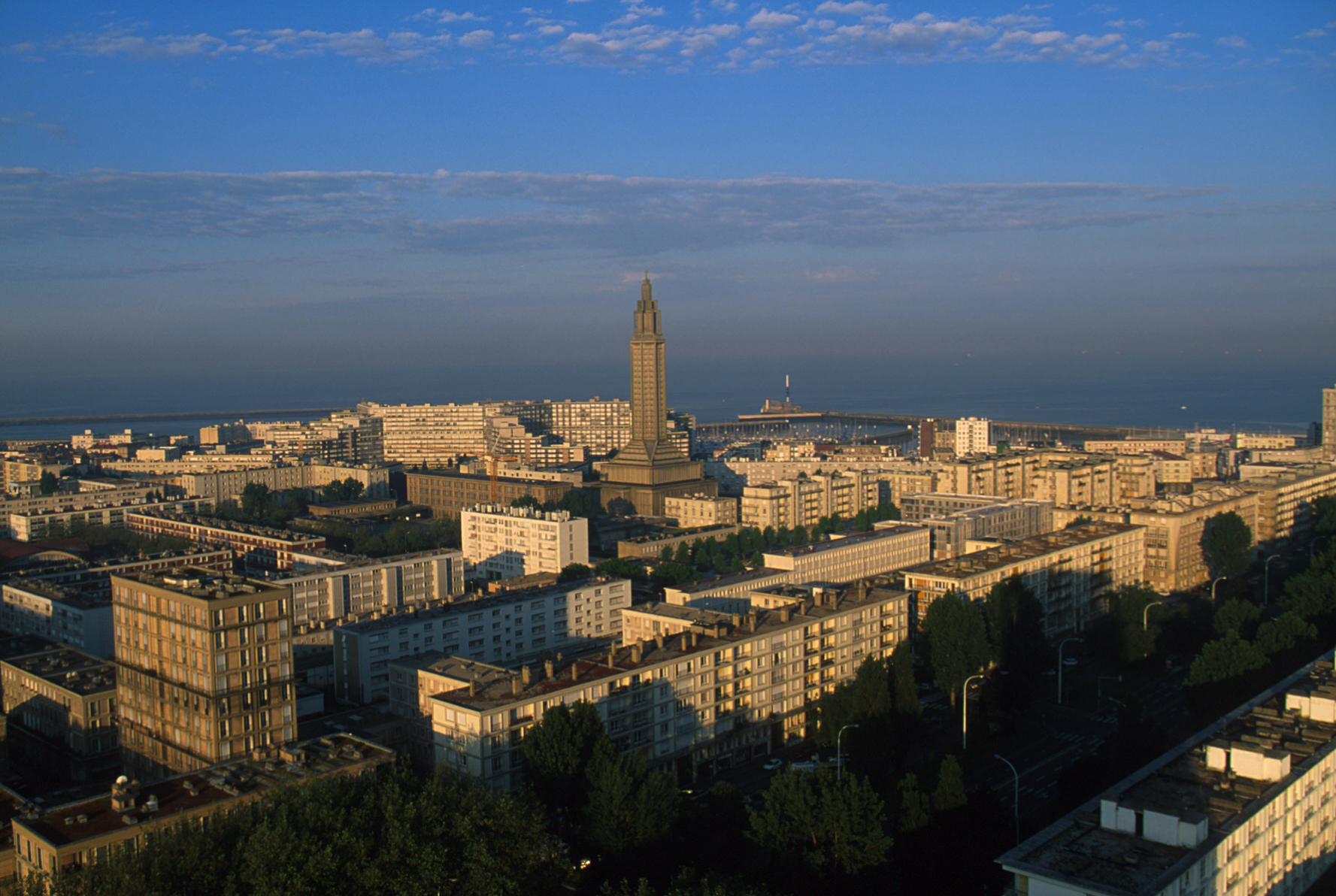
Вид на центр Гавра
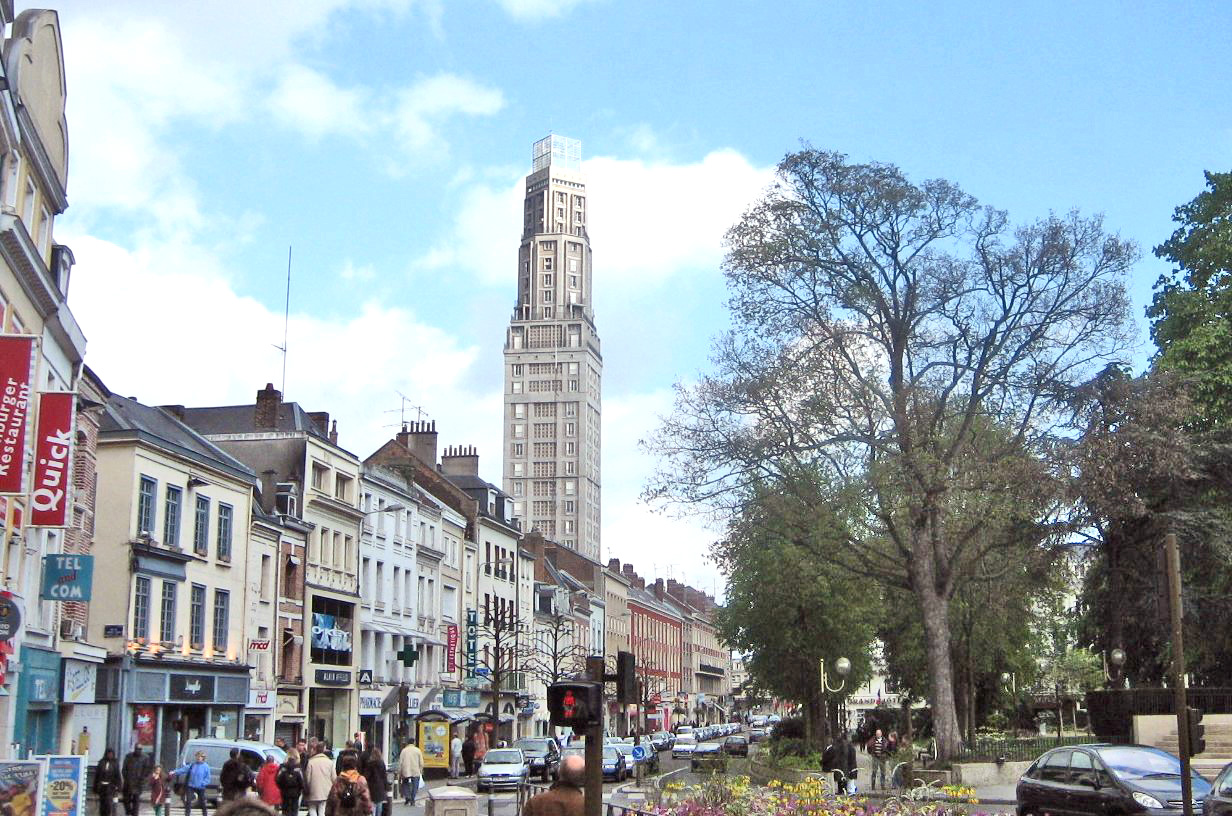
«Башня Перре» в Амьене
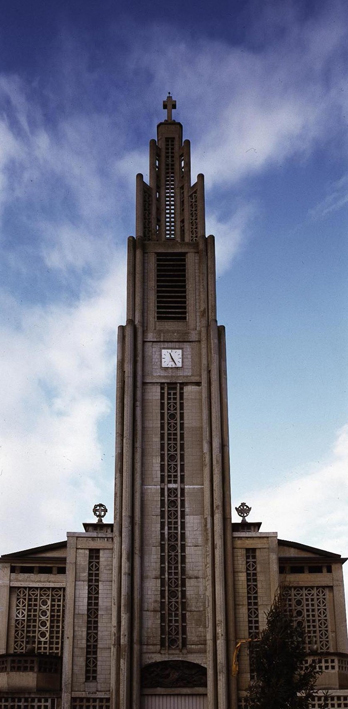
Церковь Богоматери в Ле-Ренси
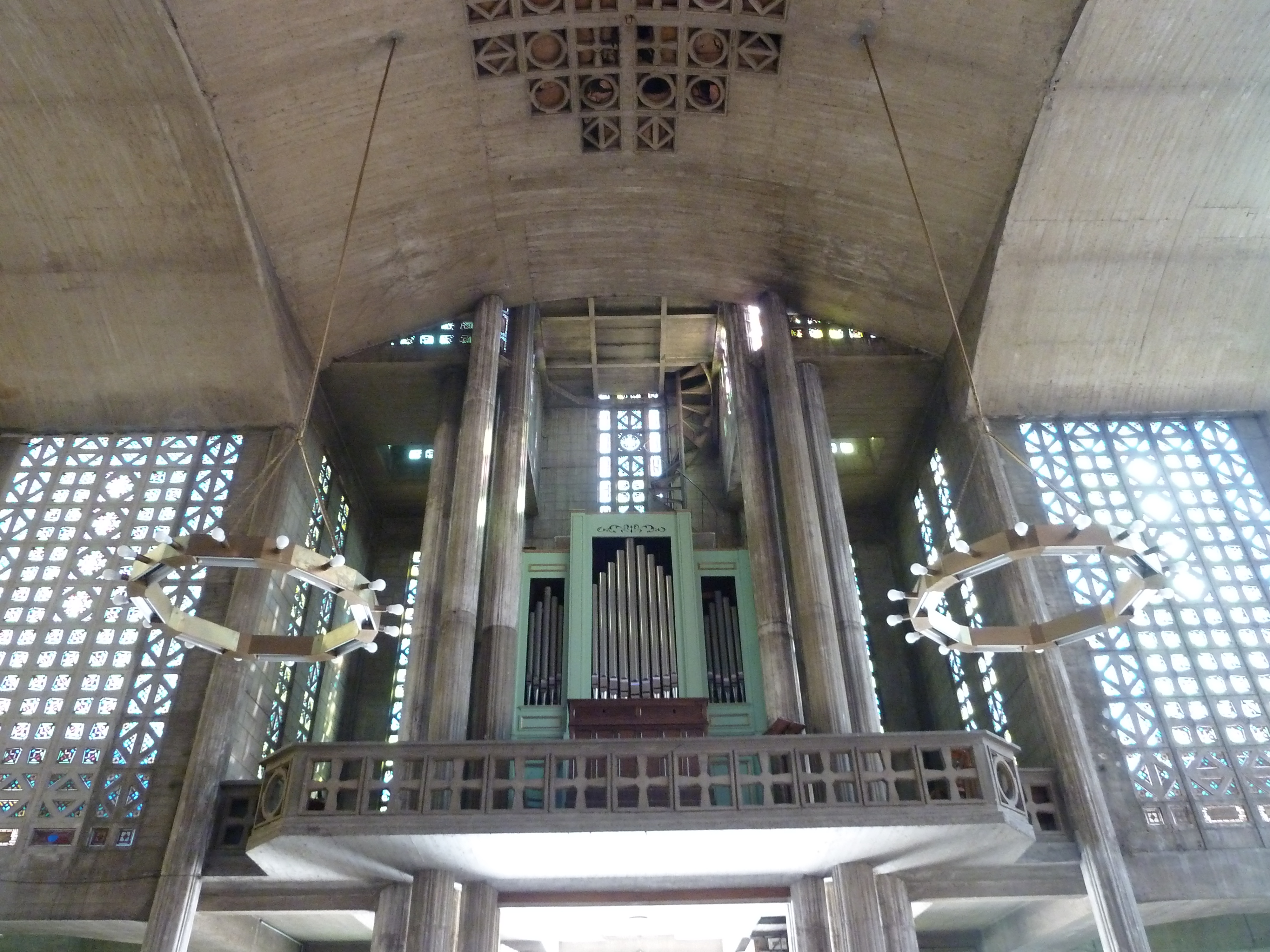
Интерьер церкви Богоматери в Ле-Ренси

## Награды
- Королевская золотая медаль (англ.), 1948 — ежегодная награда Королевского института британских архитекторов за вклад в международную архитектуру.
- Золотая медаль Американского института архитектуры (англ.), 1952 — награда, вручаемая за значительный вклад, оказавший влияние на теорию и практику архитектуры.

## Память
- 24 мая 1950 по инициативе Бельгийского общества городских планировщиков и архитекторов-модернистов (Belgian Society of Town Planners and Modernist Architects) на доме, где родился Огюст Перре, была установлена мемориальная доска[11].
- Мемориальная доска установлена на доме по адресу n° 51-55 de la rue Raynouard, где архитектор жил с 1932 года и до самой смерти.
- В 1971 году в Париже в честь Огюста Перре была названа улица (фр.).